# GOES 11
El GOES 11, conegut com a GOES-L abans d'entrar en servei, va ser un satèl·lit meteorològic operat per la National Oceanic and Atmospheric Administration dels Estats Units com a part del sistema Geostationary Operational Environmental Satellite. Va ser llançat en el 2000, i va operar a la posició de GOES-WEST, proporcionant la cobertura de la costa oest dels Estats Units, fins al 6 de desembre de 2011.

## Llançament

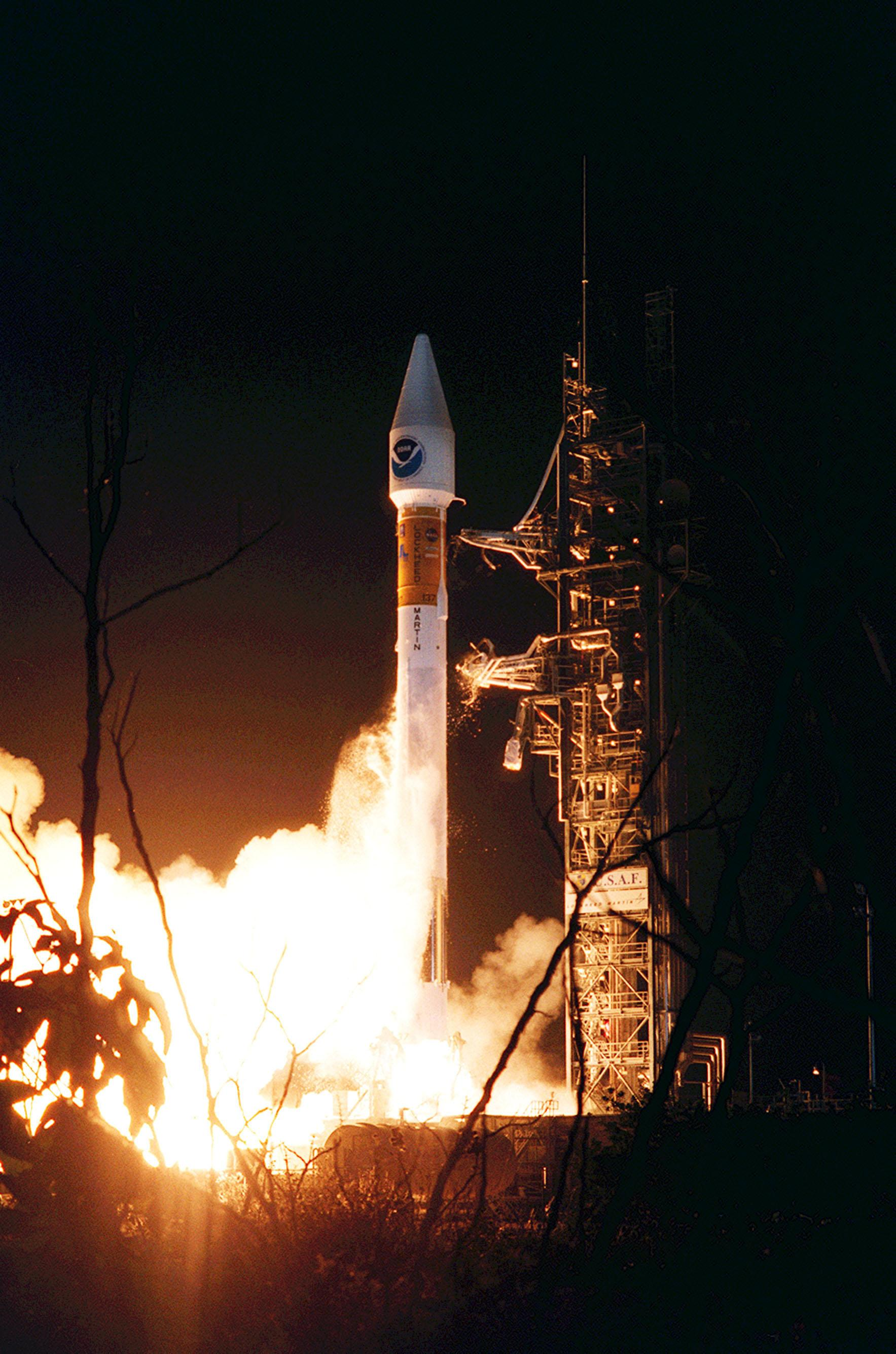
Llançament del GOES 11

El GOES-L va ser llançat des d'un coet Atlas IIA de International Launch Services, enlairant-se des del Space Launch Complex 36A al Cape Canaveral Air Force Station. El llançament es va produir a les 07:07 GMT del 3 de maig. El llançament va ser programat originalment pel 15 de març de 1999, però, es va retardar per permetre que el satèl·lit Eutelsat W3 fos llançat primer. Arran d'això, va ser reprogramat per al 15 de maig. En el 30 d'abril, el tram superior Centaur d'un Titan IV(401)B va fallar durant el llançament del USA-143. Com que hi havia una versió del Centaur per ser utilitzat també en la Atlas II, el llançament del GOES-L es va retardar una setmana per assegurar que aquest problema no afectaria al seu llançament. En menys de cinc dies després del fracàs de Titan, un coet Delta III va fallar en llançar el Orion 3. L'error es va produir durant el reinici de la segona etapa, i tant els Delta III i Atlas II utilitzaven motors RL10 en la seva segona fase, això va donar lloc a un nou retard.
Quan el Centaur va estar preparat per al vol a l'agost de 1999, el GOES-L va ser reprogramat per ser llançat al novembre. Això després va fer retardar més fins al desembre per tal de permetre un UFO per enlairar-se abans, abans ser retardat de nou per un llançament DSCS que es va afegir al manifest. En el gener de 2000, es va anunciar la data de llançament pel 3 de maig. A finals d'abril un conflicte de rang amb el transbordador espacial Discovery en missió STS-96 va amenaçar de retardar el llançament, però, durant el trasllat va ser danyat per calamarsa, necessitant un rodament fins al Vehicle Assembly Building, per tant el retard del GOES-L no va ser necessari. El llançament va tenir lloc el 3 de maig amb èxit, a quaranta minuts de la finestra de llançament. En el llançament, el satèl·lit tenia una massa de 2.217 kg, i una estimada vida útil operacional de cinc anys, tot i que portava combustible durant més temps. Va ser construït per Space Systems/Loral, basat en el model de satèl·lit LS-1300, i va ser el quart de cinc satèl·lits de la sèrie GOES-I en ser llançat.

## Operacions
Després del llançament, el GOES 11 es va col·locar en òrbita geoestacionària aa una longitud de 104° Oest per a assajos i emmagatzematge en òrbita. En el 2006, va ser mogut a 135° Oest per substituir el satèl·lit GOES 10, que estava a punt de quedar-se sense combustible. En el moment que va entrar en servei, que ja havia estat en òrbita durant un any després de la fi de la seva vida de disseny. La seva tardana entrada en servei va ser en part perquè el GOES 10 havia excedit la seva vida de disseny per més de sis anys, i en part perquè el GOES 12 es va posar en servei abans del GOES 11 amb la finalitat de permetre l'ús d'un nou instrument que portava.
El 6 de desembre de 2011, el GOES 11 va ser donat de baixa i substituït pel GOES 15. En el 15 de desembre, es va encendre l'impulsador per moure el satèl·lit 298 km per sobre de la seva òrbita actual, i va ser donat de baixa oficialment.